# 大西洋造船廠
大西洋造船廠（法語：Chantiers de l'Atlantique）是法國聖納澤爾的一家造船廠。它是世界上最大的造船廠之一，建造各種商船、海軍艦艇和客輪。它位於南特附近，羅亞爾河入海口，大型船舶進出造船廠非常方便。
大西洋造船廠造船廠自1976年起歸阿爾斯通所有，後來在2006年阿克集團收購阿爾斯通船舶業務時成為阿克造船廠的一部分。2008年，韓國STX集團收購了阿克造船廠成為歐洲STX的一部分。
STX集團破產後，該船廠被法國政府收購，並恢復原名大西洋造船廠。